# Livingston (Texas)
Livingston es una ciudad ubicada en el condado de Polk en el estado estadounidense de Texas. En el Censo de 2010 tenía una población de 5.335 habitantes y una densidad poblacional de 236,17 personas por km².

## Geografía
Livingston se encuentra ubicado en las coordenadas 30°42′36″N 94°56′17″O / 30.71000, -94.93806. Según la Oficina del Censo de los Estados Unidos, Livingston tiene una superficie total de 22.59 km², de la cual 22.56 km² corresponden a tierra firme y (0.13%) 0.03 km² es agua.

## Demografía
Según el censo de 2010, había 5.335 personas residiendo en Livingston. La densidad de población era de 236,17 hab./km². De los 5.335 habitantes, Livingston estaba compuesto por el 67.14% blancos, el 17.98% eran afroamericanos, el 0.67% eran amerindios, el 1.07% eran asiáticos, el 0.06% eran isleños del Pacífico, el 11.27% eran de otras razas y el 1.82% pertenecían a dos o más razas. Del total de la población el 19.74% eran hispanos o latinos de cualquier raza.